# Ptychochromis insolitus
Ptychochromis insolitus é uma espécie de peixe da família Cichlidae. A espécie foi proposta em 2001 como Ptychochromis sp. nov. "Joba mena" ou Ptychochromis sp. nov. "Mangarahara", sendo descrita formalmente apenas em 2006.
Endêmica de Madagascar, pode ser encontrada nos rios Amboaboa e Mangarahara, próximo de Mandritsara, no norte da ilha. Está ameaçada por perda de habitat e pela introdução de espécies exóticas. Acredita-se que a espécie esteja extinta na natureza, restando apenas três indivíduos machos em cativeiro, dois no Zoológico de Londres e um no Zoológico de Berlim.